# Intervenção de terceiros
A intervenção de terceiros, no âmbito do Direito Processual Civil Brasileiro é a atuação de pessoas estranhas a determinado processo judicial quando esta não se dá por litisconsórcio ou por assistência.
Chama-se opoente ou opositor o terceiro que propõe a oposição e opostos o  autor e  réus do processo principal.
A intervenção de terceiros está regulamentada nos artigos 119 ao 138 NCPC da Lei nº 13.105, de 16-03-2015, que instituiu o Novo Código Processual Civil Brasileiro.

## Formas
As intervenções de terceiros podem ocorrer sob cinco formas diferentes, a saber: a assistência e a oposição, que são formas de intervenção voluntárias, e a nomeação a autoria, a denunciação da lide e o chamamento ao processo, que são formas de intervenção forçada/provocada. Prevê ainda o art. 499 do CPC. que toda vez que uma decisão ingressar na esfera de uma terceira pessoa, esta poderá interpor recurso como terceiro prejudicado.

### Assistência
A assistência poderá ser simples ou adesiva e qualificada ou litisconsorcial.
Será simples quando o terceiro não possui relação jurídica com uma das partes originárias (o assistido); será litisconsorcial quando o terceiro tem relação jurídica com uma das partes originárias (o assistido).

### Oposição (Alterado vide NCPC/2015)
Ocorre oposição quando alguém pretender, no todo ou em parte, a coisa ou o direito sobre que controvertem autor e réu, sendo a oposição feita contra ambos. Desta forma, a partir da propositura da oposição, surge um processo derivado do principal onde o autor é o opositor e os réus são o autor e réu do processo principal, em litisconsórcio necessário.
Caso um dos opostos reconhecer a procedência do pedido, a oposição prosseguirá contra o outro oposto.
Caso a oposição seja oferecida antes da audiência(incidente processual), aquela será apensada ao processo principal, correndo simultaneamente com este, sendo ambos processos julgados de forma simultânea. De outro lado, caso a oposição seja oferecida após a audiência(processo incidente), a oposição seguirá o procedimento ordinário, sem prejuízo ao processo principal (pode o juiz julgar ambos os processos simultaneamente

### Nomeação à autoria (Alterado - vide NCPC/2015)
Ocorre nomeação à autoria quando alguém detiver a coisa em  litígio em nome alheio, sendo demandada em nome próprio, ou seja, ocorre quando alguém é acionado judicialmente por algo que detém, porém não lhe pertence. Ocorrendo isto, o réu deverá informar ao juiz (nomear à autoria) o nome do real proprietário da coisa litigiosa.
Aplica-se também a nomeação à autoria em caso de ação de indenização, intentada pelo proprietário ou pelo titular de um direito sobre a coisa, toda vez que o responsável pelos prejuízos alegar que praticou o ato por ordem, ou em cumprimento de instruções de terceiro.
A nomeação à autoria deve ser feita no prazo estipulado para a defesa, podendo ser impugnada (recusada) pelo autor da ação. Além disso, o nomeado poderá recusar a nomeação, caso em que o processo correrá contra o nomeante.

### Denunciação à lide
Serve para que qualquer das partes da lide (autor ou réu) traga ao processo terceira pessoa com o objetivo de exercer o direito de regresso caso seja sucumbido nas ações reivindicatórias ou de domínio.
A denunciação da lide é instituto obrigatório nos casos do artigo 70 do Código Processual Civil Brasileiro:
- Ao alienante, na ação em que terceiro reivindica a coisa, cujo domínio foi transferido à parte, a fim de que esta possa exercer o direito que da  evicção lhe resulta;

- Ao proprietário ou ao possuidor indireto quando, por força de obrigação ou direito, em casos como o do  usufrutuário, do credor pignoratício, do locatário, o réu, citado em nome próprio, exerça a posse direta da coisa demandada;

- Àquele que estiver obrigado, pela lei ou pelo contrato, a indenizar, em ação regressiva, o prejuízo do que perder a demanda.

A denunciação da lide pode tanto ser feita pelo autor quanto pelo réu, sendo que a citação do denunciado faz suspender o processo quando esta ocorrendo.
- Juizado especial Cível (Lei 9.099/95, art. 10): "Não se admitirá, no processo, qualquer forma de intervenção de terceiro nem de assistência. Admitir-se-á o litisconsórcio."

### Chamamento ao processo
Corresponde à inclusão como réu do processo pessoa que tem responsabilidade direta com a causa de pedir. Assim, é passível de chamamento:
- o devedor, na ação em que o fiador for réu;
- os outros fiadores, quando para a ação for citado apenas um deles;
- todos os devedores solidários, quando o credor exigir de um ou de alguns deles, parcial ou totalmente, a dívida comum.

## Posição processual do terceiro interveniente
Uma vez que a intervenção é admitida, e o terceiro adentra ao processo, discute a doutrina processualista se esse terceiro se tornará parte ou será um terceiro interveniente. A controvérsia sobre o tema é antiga, e não há consenso doutrinário. Há aqueles que adotam um conceito mais amplo de parte, abrangendo todo sujeito que participa da relação jurídica processual em contraditório defendendo interesse próprio ou alheio. Nessa visão, os terceiros, no momento que adentram o processo, deixam de ser terceiros e passam a ser partes. No direito brasileiro, são partidários dessa posição, dentre outros, Alexandre Câmara, Freddie Didier Jr,, Daniel Amorim Assumpção Neves e Marcelo Abelha.
Lado outro, há quem defenda um conceito mais restritivo de parte, tal como o formulado por Chiovenda, para quem "parte  é  aquele que demanda em seu próprio nome (ou em cujo nome é demandada) a atuação duma vontade da lei, e aquele em face de quem essa atuação é demandada".. Para os proponentes dessa tese, é parte o autor e réu, unicamente; os demais sujeitos que intervem no processo serão sempre terceiros, não importando a qualidade dessa intervenção (se assistência, oposição, denunciação á lide, etc). Nessa visão, serão partes apenas os sujeitos originários da demanda, ou seja, o autor e aquele(s) indicado(s) na petição inicial como réu(s).
Há ainda uma posição intermediária, na qual o terceiro será ou não parte a depender da espécie de intervenção que lhe permitiu adentrar ao processo. De um modo geral, esses autores entendem que o assistente, seja simples, seja litisconsorcial, não é parte, mas sim terceiro interveniente. De igual modo, o amicus curiae é terceiro, e não parte. Já nas demais hipóteses de intervenção - denunciação da lide, chamamento ao processo e desconsideração da personalidade jurídica -, o terceiro passa a ser parte no momento em que é admitido ao processo. A diferenciação entre terceiro interveniente e parte vai se dar em razão da intensidade do grau de influência da decisão sobre a relação material da qual faz parte o terceiro - quanto maior essa influência, maior a importância de participação do terceiro, tornando-o parte.
Assim, o assistente não é considerado parte, já que nada formula no processo, não trazendo pedido próprio, nem em em face dele é formulado pedido de tutela jurisdicional, de modo que sua participação não influi na delimitação do objeto litigioso.. A atividade do assistente, na verdade, é voltada para o auxílio e colaboração de uma das partes, razão pela qual se reputa como terceiro. Os mesmos motivos se prestam para explicar a posição do amicus curiae como terceiro: este intervém no processo com o intuito de auxiliar na prestação jurisdicional. Ao contrário de todos os demais intervenientes, o amicus curiae não defende interesse seu, mas sim um interesse dito institucional, voltado "à melhor solução possível do processo por meio do maior conhecimento da matéria e dos reflexos no plano prático da decisão", nas palavras de Daniel Amorim Assumpção.
A posição do assistente como terceiro, contudo, não é pacífica entre essa corrente intermediária, havendo autores que se posicionam pela qualidade de parte do assistente litisconsorcial, sob o argumento de que este é equiparado ao litisconsorte.